# Anthony Suter
Anthony Suter (Indiana, 1979) is een Amerikaans componist.

## Levensloop
Suter studeerde aan de University of Southern California - Thornton School of Music in Los Angeles en behaalde zijn Bachelor of Music in 2002 in compositie. Aansluitend studeerde hij aan de Universiteit van Michigan in Ann Arbor en behaalde zijn Master of Music in 2004. Zijn leraren waren onder andere William Bolcom, Susan Botti, Donald Crockett, Stephen Hartke, Bright Sheng, Frank Ticheli en Dan Welcher.
Zijn composities voor kamermuziek, orkestmuziek, werken voor harmonieorkest zijn in vele steden van de Verenigde Staten en in het buitenland (Italië, Oekraïne en Tsjechië) uitgevoerd worden.
Hij was ook als librettist bezig en in samenwerking met zijn componisten-collega James D. Norman schreef hij het libretto van de kameropera Wake, die in 2007 in de Opera Vista in Houston, Texas, in première ging. Hij schreef ook het libretto van zijn zelf gecomponeerd opera The most fortunate Son.
Tegenwoordig is hij werkzaam voor zijn promotie aan de Staatsuniversiteit van Texas in Austin en werkt tegelijkertijd als composer-in-residence voor een nieuwe concertserie in Austin.
Hij huwde de fluitiste Karmen Suter.

## Composities

### Werken voor orkest
- 2002 Slipping slowly in the sky
- 2002 Mad and Jubilant Dances of a Green Baboon, voor jeugdorkest
- 2004 The sands rise, seeping

### Werken voor harmonieorkest
- 2002 Dance (fragments)
- 2003 Dancing at Stonehenge
- 2007 As we shine, singing, over waterless Seas

### Toneelwerken

#### Opera's
| Voltooid in | titel                  | aktes  | première                                                | libretto         |
| ----------- | ---------------------- | ------ | ------------------------------------------------------- | ---------------- |
| 2001        | Box                    | 1 akte | november 2001, Los Angeles, Newman Hall                 | James D. Norman  |
| 2003-2007   | The most fortunate Son | 1 akte | 27 mei 2007, Norfolk (Virginia), Virginia Arts Festival | van de componist |

### Vocale muziek
- 2004 Pearl, voor twee sopranen en twee sopraansaxofoons - tekst: Veronica Pasfield

### Kamermuziek
- 2000 Chasm, voor trompet, slagwerk, piano, altviool en cello
- 2003 Strijkkwartet I
- 2005 A Hymn for forgotten Moons, voor cello en piano
- 2005 Sonata I, voor viool
- 2006 Tracings of Sand and Smoke, voor fagot, hoorn en cello
- 2007 While in Gardens of Sleet and Stone, voor blazerskwintet

### Werken voor piano
- 2005 Main Square of a very small place, voor piano